# Saltstraumen
El estrecho de Saltstraumen (en noruego, Saltstraumen) es un pequeño estrecho marino del mar de Noruega que separa las pequeñas islas de Straumen y Straumøya de la parte continental de Noruega, localizado a unos 30 km al este de la ciudad de Bodø. El estrecho está en la unión de los fiordos Salt (Saltfjorden) y Skjerstad (Skjerstadfjorden) y se caracteriza por una fuerte corriente de mareas.
Asociada al casi legendario Maelstrom, la corriente de Saltstraumen es considerada la corriente de mareas más poderosa del planeta. En efecto, más de 400 millones de metros cúbicos de agua marina pasan por un estrecho de 3 km de longitud y 150 m de ancho dos veces al día (cuando asciende y cuando desciende la marea) con una velocidad de 22 nudos (casi 41 km/h), provocando de este modo remolinos de 10 m de diámetro y 5 m de profundidad, muy peligrosos para las naves de pequeñas y medianas dimensiones.

## Origen

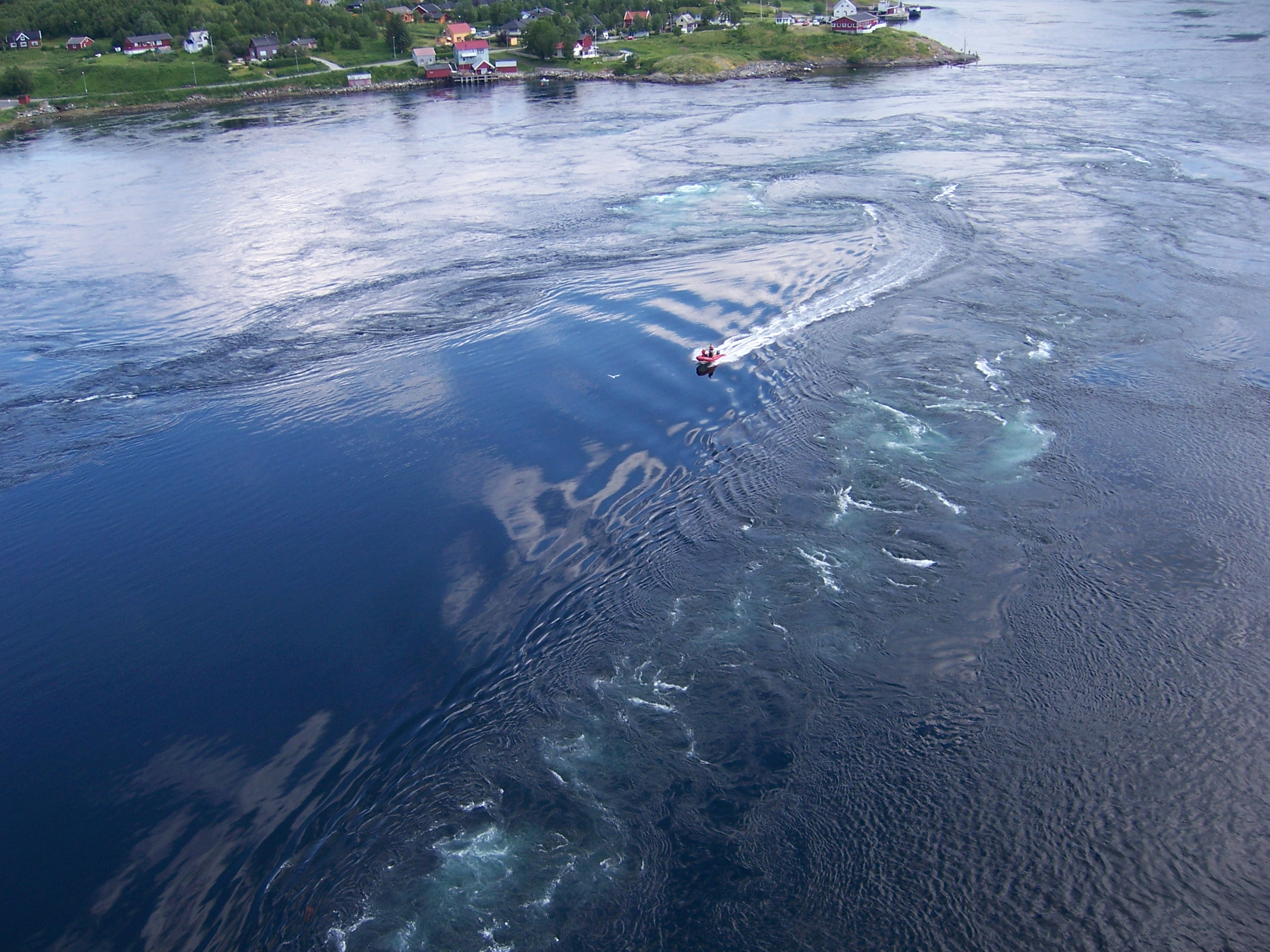
Vista de la corriente de marea, acompañada de remolinos, desde el puente del Saltstraumen; una embarcación remonta la corriente.

El Saltstraumen existe desde hace 2000 a 3000 años, una etapa en la que esta región del litoral noruego presentaba aún glaciares en sus fiordos y canales. La corriente de Saltstraumen pudo comenzar a fluir y refluir cuando el fiordo de Skjerstad se encontró libre de hielos y el agua oceánica pudo invadirlo. 
El desnivel entre el océano y el fiordo puede llegar a ser de un metro, una diferencia que es superada durante la pleamar. Así, durante el momento del día en el que la marea se mantiene alta la corriente es casi nula y las aguas son calmas, momento en que las naves de cualquier tamaño pueden entonces navegar por el Saltstraumen sin problemas. En cambio, el oleaje se vuelve impetuoso y surgen los torbellinos en los momentos en que asciende y, sobre todo, desciende la marea.

## Pesca
El Saltstraumen es una zona de buena pesca, donde se encuentran en buena cantidad el rape (Lophius piscatoris), el pez rosa (Sebastes mannus), el bacalao, el róbalo, el pez lobo de mar (Anharicas lupus) el fletán negro (Reinharditus hippoglossus) y el fletán blanco (Hippoglossus hippoglossus).